# The Jazz Mandolin Project
La Jazz Mandolin Project è una band jazz di Burlington (Vermont) creata dal mandolinista Jamie Masefield. La band venne formata nel 1993 e iniziò ad esibirsi ogni mese in diversi locali del Vermont. I membri della band cambiano di anno in anno ad eccezione del fondatore Jamie Masefield. Tra i numerosi musicisti che hanno fatto parte della Jazz Mandolin Project ricordiamo: Michael "Mad Dog" Mavridoglou (tromba e tastiere), Scott Ritchie e Michael O'Brien (basso), Sean Dixon, Jon Fishman e Ari Hoenig (batteria).
La band ha inciso 6 album riscuotendo un discreto successo sulla scena nazionale americana ed europea.

## Discografia
- 1996 - The Jazz Mandolin Project
- 1999 - Tour de Flux
- 2000 - Xenoblast
- 2001 - After Dinner Jams
- 2003 - Jungle Tango
- 2005 - The Deep Forbidden Lake